# Tour della nazionale maschile di rugby a 15 della Nuova Zelanda 1949
L'evento dell'anno per il "rugby a 15"  nel 1949 è il tour in Sudafrica degli All Blacks. Un tour deludente per i neozelandesi, che non solo perdono 3 match su 4 con gli Springboks, ma addirittura cedono con la modesta Rhodesia. Archiviato il 14 agosto 2007 in Internet Archive..
Una curiosità: il 3 settembre scesero in campo contemporaneamente due nazionali neozelandesi. Una a Durban contro il Sud Africa ed un'altra a Wellington contro l'Australia, in tour in Nuova Zelanda.

## Risultati
| Città del Capo 31 maggio 1949 | Western Prov.Univ. | 9 – 11 | Nuova Zelanda XV | Newlands |

| Wellington 4 giugno 1949 | Boland | 5 – 8 | Nuova Zelanda XV | Boland Stadium |

| Oudtshoorn 8 giugno 1949 | South-Western Distr. | 3 – 21 | Nuova Zelanda XV |  |

| Port Elizabeth 11 giugno 1949 | Eastern Province | 3 – 6 | Nuova Zelanda XV | Crusader |

| East London 15 giugno 1949 | Border | 9 – 0 | Nuova Zelanda XV |  |

| Durban 18 giugno 1949 | Natal | 0 – 8 | Nuova Zelanda XV | Kingsmead |

| Potchefstroom 22 giugno 1949 | Western Transvaal | 3 – 19 | Nuova Zelanda XV | Kruger Park |

| Johannesburg 25 giugno 1949 | A Transvaal XV | 3 – 6 | Nuova Zelanda XV | Ellis Park |

| Kroonstad 29 giugno 1949 | Orange Free State | 9 – 9 | Nuova Zelanda XV |  |

| Springs 2 luglio 1949 | Eastern Transvaal | 6 – 5 | Nuova Zelanda XV | PAM Brink |

| Città del Capo 9 luglio 1949 | Western Province | 3 – 6 | Nuova Zelanda XV | Newlands |

| Arbitro: | Edwin Hofmeyr |

|                |           |                                                         |
| c.p.: Geffin 5 | Marcatori | mete: Henderson trasf.: Scott c.p.: Scott Drop: Kearney |

| Johannesburg 23 luglio 1949 | Transvaal | 3 – 13 | Nuova Zelanda XV | Ellis Park |

| Bulawayo 27 luglio 1949 | Rhodesia | 10 – 8 | Nuova Zelanda XV | Hartsfield |

| Salisbury 30 luglio 1949 | Rhodesia | 3 – 3 | Nuova Zelanda XV | Old Hararian's |

| Pretoria 6 agosto 1949 | Northern Transvaal | 3 – 6 | Nuova Zelanda XV | Loftus Versfeld) |

| Arbitro: | Ralph Burmeister |

|                                                 |           |                           |
| mete: Brewis, Lategan c.p.: Geffin Drop: Brewis | Marcatori | c.p.: Scott Drop: Kearney |

| Pretoria 17 agosto 1949 | Northern Universities | 3 – 17 | Nuova Zelanda XV | Loftus Versfeld |

| Kimberley (Sudafrica) 20 agosto 1949 | Griqualand West | 6 – 8 | Nuova Zelanda XV | de Beer's Stadium |

| Aliwal North 24 agosto 1949 | North-Eastern Districts | 3 – 28 | Nuova Zelanda XV |  |

| Bloemfontein 27 agosto 1949 | Orange Free State | 9 – 14 | Nuova Zelanda XV |  |

| Arbitro: | Edwin Hofmeyr |

|               |           |                |
| mete: Goddard | Marcatori | c.p.: Geffin 3 |

| East London 10 settembre 1949 | Border | 6 – 6 | Nuova Zelanda XV |  |

| Arbitro: | Ralph Burmeister |

|                                                        |           |                                        |
| mete: du Toit trasf.: Geffin c.p.: Geffin Drop: Brewis | Marcatori | mete: Elvidge, Johnstone trasf.: Scott |

| Città del Capo 21 settembre 1949 | Cape Town Clubs | 11 – 11 | Nuova Zelanda XV | Newlands |